# Овсянников, Александр Иванович
Александр Иванович Овсянников (7 января 1912, Мелитополь Мелитопольский уезд Таврическая губерния Российская империя — 15 июля 1977, Москва) — советский и украинский учёный в области зооинженерии, редактор и академик ВАСХНИЛ (1970).

## Биография
Родился Александр Овсянников 7 января 1912 года в Мелитополе. В 1932 году окончил Высшие курсы Полтавского зоотехнического института. С 1932-по 1936 год работал зоотехником-селекционером племенного совхоза Жовтень Полтавской области, с 1936-по 1939 год работал научным сотрудником ВНИИ свиноводства. В 1939 году Александр Иванович переезжает в Москву, где продолжает учёбу в МСХА и получает научную должность аспиранта. Учёбу Александра Ивановича прерывает начало ВОВ, где он с 1941-по 1942 год служил в красной армии и был вынужден проходить службу в Сибири. После демобилизации, Александр Иванович дальнейшую научную деятельность связывал с Новосибирском. Александр Иванович устроился на работу в Сибирский НИИ животноводства, где с 1942-по 1943 год работал старшим научным сотрудником, с 1943-по 1952 год занимал должность заведующего отделом и наконец с 1952-по 1955 год занимал должность директора данного НИИ. Одновременно с этим работал в Новосибирском СХИ, где с 1946-по 1955 год занимал должность заведующего кафедрой и с 1955-по 1956 год занимал должность директора данного института. С 1956-по 1958 год не работал по состоянию здоровья, но в 1958 году вновь вернулся в науку и вновь становится заведующим кафедрой, а также заместителем директора по научной работе Новосибирского СХИ. С 1954-по 1958 год занимался политической деятельностью — с 1954-по 1958 год занимал должность депутата ВС СССР, а с 1955-по 1956 год занимал должность советника по сельскому хозяйству Посольства СССР в Швейцарии. С 1960-по 1973 год научная деятельность Александра Ивановича связана с ВАСХНИЛ, где с 1960-по 1972 год занимал должность заместителя академика-секретаря, а в 1973 году занимает должность академика-секретаря. Последние несколько лет жизни Александр Иванович оставил научную карьеру и посвятил себя редакторской деятельности, начатой ещё тогда, когда Александр Иванович занимался научной деятельностью. С 1962-по 1974 год занимал должность главного редактора, а с 1975-по 1977 год заместителя главного редактора журнала Сельское хозяйство за рубежом.
Скончался Александр Овсянников 15 июля 1977 года в Москве.

## Научные работы
Основные научные работы посвящены селекции животных и организации зоотехнической работы. Александр Овсянников — автор 150 научных работ, в т.ч 15 книг и брошюр. Ряд научных трудов было опубликовано за рубежом.
- Вывел Кемеровскую породу свиней.
- Изучал физиологию питания и нормированного кормления.
- Разрабатывал методы племенной работы и приёмы выращивания высокопродуктивных животных.

## Основные работы
- Кормление свиней грубыми и сочными кормами / Сиб. НИИ животноводства.— Новосибирск: Новосибгиз, 1943.— 41 с.
- Выведение кемеровской сальной породы свиней / Сиб. НИИ животноводства.— Новосибирск: Новосибгиз, 1951.— 46 с.

## Награды и премии
- 1952 — Сталинская премия.
- 1966 — Орден Трудового Красного Знамени.
- Три научные медали СССР.